# Parásito (DC Comics)
El Parásito (en inglés: Parasite) es el nombre de varios supervillanos que aparecen en los cómics estadounidenses publicados por DC Comics. Cada versión del personaje tiene la capacidad de absorber temporalmente la energía vital, los superpoderes y el conocimiento de su víctima. El Parásito más recurrente es Rudolph "Rudy" Jones, que es el principal adversario de Superman y pertenece al colectivo de enemigos que componen su galería de villanos. En 2009, El Parásito fue clasificado como el 61° villano más grande de todos los tiempos según IGN.
La versión Rudy Jones del Parásito se ha adaptado sustancialmente de los cómics en múltiples formas de medios de comunicación, sobre todo en Superman: la serie animada y Liga de la Justicia de Universo animado de DC. Ha sido retratado en acción en vivo de televisión por Brendan Fletcher en Smallville y William Mapother en Supergirl como Rudy Jones. Anthony Konechny asumió el papel de Parásito en la cuarta temporada de Supergirl interpretando a Raymond Jensen y Rya Kihlstedt retratando una variación de Alexandra Allston renombrada Ally Allston en la segunda temporada de Superman & Lois.

## Historial de publicaciones
La versión de Raymond Maxwell Jenson de Parásito apareció por primera vez en Action Comics # 340 (agosto de 1966) y fue creada por Jim Shooter. Shooter, que comenzó a trabajar para DC a los 13 años, dice que su inspiración para el villano fue aprender sobre los parásitos en su clase de biología de noveno grado.
La versión de Rudy Jones de Parásito apareció por primera vez en Firestorm vol. 2 # 58 y fue creado por John Ostrander y Joe Brozowski.
Las versiones de Alex y Andrea Allston de Parásito aparecieron por primera vez en Adventures of Superman # 633 y fueron creadas por Greg Rucka, Matthew Clark y Andrew Lanning.
La versión de Joshua Allen del New 52 Parásito debutó en Superman # 23.4 y fue creada por Aaron Kuder.

## Biografía del personaje ficticio

### Pre-Crisis
Raymond Maxwell Jensen era un delincuente que consiguió un trabajo como trabajador de una planta para un centro de investigación. Creyendo erróneamente que las nóminas de la compañía estaban ocultas en contenedores de almacenamiento, Jensen abrió uno y fue bombardeado con energías de materiales de riesgo biológico (que en realidad eran desechos recolectados por Superman cuando viajaba al espacio exterior), lo que lo transformó en un hombre de piel púrpura, entidad parasitaria, y así se convirtió en Parásito. Cada vez que tocaba a alguien, podía absorber sus propiedades físicas y mentales. Al tocar a Superman absorbería instantáneamente una fracción considerable de sus poderes sobrehumanos (se estableció desde el principio que no es capaz de adquirir todos los poderes de Superman). En una ocasión, mientras intentaba absorber una mayor parte de los poderes de su adversario que antes, su cuerpo se desintegró por un período de tiempo debido a la presión en sus células. A pesar de estas habilidades, Parásito se deprimió porque ya no podía abrazar a su esposa e hijos. Parásito hizo varias reapariciones antes de la crisis, pero nunca encontró con éxito un medio para derrotar permanentemente a Superman. A pesar de esto, tenía conocimiento del alter ego de su enemigo y lo usaba a menudo para atacar a Clark Kent. Al obtener un intelecto considerable de sus múltiples encuentros con Superman, Parásito ideó los medios para reanimar los restos de plantas inactivas que dejó el supervillano de Tierra-2, Solomon Grundy, creando una versión más nueva y más fuerte de la criatura para plagar a su adversario. En otra ocasión, Parásito ideó los medios para transferir temporalmente los poderes del héroe Air Wave al adversario del joven héroe, Casey Jones.
El destino final de la versión Pre-Crisis de Parásito se menciona brevemente al comienzo de Superman: ¿Qué le pasó al hombre del mañana?, donde Lois Lane habla sobre el destino de los varios villanos de Superman. Parásito está muerto, habiendo muerto mientras luchaba contra su ocasional compañero en el crimen, Terra-Man, en lo que Lane se refiere a un "choque de egos". Terra-Man también muere en la batalla.

### Post-Crisis

#### Rudy Jones
Originalmente un holgazán servil, Rudolph "Rudy" Jones se transformó en el parásito mientras trabajaba como conserje en una instalación de Pittsburgh S.T.A.R. Labs. Sin que nadie en la escena lo supiera, el Señor de Apokolips, Darkseid, recordó al parásito anterior a la crisis y manipuló a Jones para que se convirtiera en la versión moderna. Le hizo pensar a Rudy que un contenedor de basura podría haber contenido algo valioso. La abrió y quedó expuesto a una radiación extraña que transformó su cuerpo en el de un villano calvo y de piel verde. Jones ahora tenía la capacidad de absorber la energía vital de otras personas, dejando atrás esqueletos humeantes. Este poder era necesario para su supervivencia, ya que su propio cuerpo está en un estado constante de hambre de energía que no puede sostener por sí solo. Durante este tiempo, Martin Stein, la mitad de la matriz Firestorm (Ronnie Raymond es la otra mitad) se enteró de que se estaba muriendo y decidió destruir todas las armas nucleares del mundo. Esto no les cayó bien a los gobiernos de la Tierra, particularmente a los Estados Unidos, que enviaron al Escuadrón Suicida a Times Square, donde Firestorm estaba celebrando una conferencia de prensa. Las cosas se salieron rápidamente de control cuando el Escuadrón y la Liga de la Justicia, ambos con la intención de someter a Firestorm, lucharon entre sí, y el Parásito (que fue llevado a la misión contra las protestas de Amanda Waller y el Coronel Rick Flag Jr.) es liberado. Él hace un alboroto y aparentemente mata a Multiplex, solo siendo controlado por la cooperación de ambos equipos. Más tarde, atacó al nuevo Firestorm que fácilmente lo sometió y lo dejó cerca de la muerte.
Durante una de sus temporadas en la prisión de Belle Reve, los médicos intentaron volverlo humano de nuevo. A pesar de sus intenciones, los médicos solo lograron cambiar el color de su piel al púrpura más familiar y también aumentaron inadvertidamente su poder de absorción, lo que le permitió alimentarse de otras formas de energía, como la electricidad y el calor. Después de varios años, Parásito se involucró en la trama para salvar a Superman de la sobrecarga de energía solar. Rudy y Superman lucharon en la luna donde Superman desató incontrolablemente una inmensa ráfaga de visión de calor que el parásito absorbió, lo que lo hizo mutar aún más en un monstruo enorme y descomunal con dientes que se asemejaban a los de una sanguijuela. Esta mutación aumentó nuevamente las habilidades de drenaje de Rudy, lo que le permitió absorber la inercia de los objetos que se mueven rápidamente, además de hacerlo impermeable al ataque telepático en un grado desconocido, ya que ahora podía drenar energía a través de un enlace mental como se mostró cuando Dubbilex atacó telepáticamente. él. Sin embargo, su tamaño y poder extra tenían una desventaja; necesitaba absorber más energía con más frecuencia para mantenerse con vida.
Desafortunadamente para un científico que estaba atendiendo a Rudy durante uno de sus términos de encarcelamiento, Lex Luthor lo engañó y de alguna manera absorbido por el parásito. Esta unión fue diferente de las otras de Rudy ya que, aparentemente debido a modificaciones no especificadas en la fisiología de Rudy durante este período en S.T.A.R. Labs (aunque algunas fuentes especulan que la fuerza de carácter del científico contribuyó a su 'supervivencia'), en realidad retuvo al científico, el Dr. Torval Freeman, como parte de su propia mente. Esta inteligencia combinada hizo al parásito aún más amenazador, dado el intelecto superior de Freeman; sin embargo, justo cuando el Parásito estaba a punto de acabar con Superman (a quien había drenado casi hasta la muerte), Superman fue tomado por el Tribunal y la esposa del Dr. Freeman intervino, convenciendo al personaje del Dr. Freeman de que abandonara el Parásito (junto con el Dr. Cuerpo de Freeman); después de esto, la personalidad de Rudy Jones volvió a tomar el control.Más tarde es reclutado por Morgan Edge para formar parte del segundo Escuadrón de Venganza contra Superman. Después de que los poderes de Superman se convirtieron en poderes basados en la energía, Parásito regresó para ver qué podía absorber del Hombre de Acero. Sin embargo, en este momento, Superman no tenía el control total de lo que estaba sucediendo con sus poderes y casi mató a Parásito. Más tarde, Parasite regresó una vez más para causarle problemas a Superman, pero se encontró enfrentándose a Supergirl, absorbiendo algunos de sus nuevos poderes angelicales y casi matándose debido al 'juicio divino' de las nuevas 'alas' de Supergirl.
En un momento, Rudy fue contratada para ayudar a drenar el exceso de energía electromagnética de un ser llamado Visitante Extraño, ya que no podía controlarlo por completo. Esta exposición al poder de Visitante Extraño hizo que el parásito mutara nuevamente, dándole la capacidad de retener completa y permanentemente el intelecto de todas sus víctimas y también le permitió mantener cualquier energía robada por hasta veinticuatro horas. Al igual que Torval Freeman, Rudy también absorbió a un cambiaformas desconocido en su biología, otorgándole el poder permanente de imitar la composición genética exacta y la apariencia de sus víctimas.
Después de que más tarde escapó de S.T.A.R. Labs a principios de la década de 2000, Parásito comenzó a formar un plan para vengarse de Superman. Comenzó a acechar a Lois Lane y Jimmy Olsen en un intento de llegar a los más cercanos a Superman. El parásito había tomado la forma de una de sus víctimas anteriores, un anciano, y fue atropellado en el pandemonium esa noche cuando Lois acudió en su ayuda. Sin darse cuenta de que ella estaba realmente en contacto con el parásito, un simple toque fue todo lo que Rudy necesitó para conocer a Superman. Rudy se sorprendió al enterarse de la identidad secreta de Superman, Lois. Se formó un nuevo plan cuando se dio cuenta de lo cerca que estaba Superman de Lois; Parásito decidió tomar su lugar y derribarlo emocionalmente pretendiendo ser una Lois Lane despreciada, aparentemente incluso teniendo un romance con Luthor en el proceso. Cuando Clark intentó confrontar a Lois por su reciente distancia con él, en un ataque de rabia poco característico de Lois Lane, Rudy sacó a Clark de su apartamento y lo llevó a las calles de Metrópolis. Poco después de esta exhibición, Superman logró que el parásito se revelara bajo la apariencia de Lois Lane. Rudy no pudo soportar el hecho de que alguien que no fuera él mismo como el Parásito acabara con el Hombre de Acero. Justo cuando el parásito estaba a punto de asestar el golpe final a un Superman exhausto, Rudy cae, completamente paralizado por el envenenamiento con kryptonita que había drenado de Superman, sin que Rudy o Clark lo supieran. Superman finalmente se dio cuenta de que la razón por la que se había sentido tan débil recientemente era porque el parásito lo drenaba constantemente y también era víctima del misterioso envenenamiento con kryptonita. Cuando le preguntó a Rudy cuánto tiempo había fingido ser Lois, el parásito le contó su historia al Hombre de Acero. En sus momentos finales, le dice a Superman que todavía necesitaba tener contacto con Lois una vez cada veinticuatro horas para mantener su farsa, confirmando que ella todavía está viva. También le dijo que Lois lo ama más profundamente de lo que él podría imaginar, y lo ama de una manera en que nadie amó al Parásito. El parásito murió antes de que pudiera decirle a Superman dónde estaba encarcelada Lois (Superman [vol. 2] # 157). Aunque Superman inicialmente trató de investigarse a sí mismo, sus esfuerzos se vieron obstaculizados por un ataque de envenenamiento por kryptonita, y Steel se vio obligado a contactar a Batman para ayudar en la investigación. Acompañado por Superman, Batman rastreó una serie de desapariciones recientes hasta el escondite del Parásito, durante el cual Superman obtuvo una nueva visión de los métodos y acciones de Batman, y Lois pronto fue encontrada con vida por los dos héroes. Lex Luthor, con quien se da a entender que el parásito se había involucrado en una actividad amorosa, "extramarital" mientras estaba en la forma de Lois, se enfureció cuando se enteró de los planes del Parásito. Como tal, Luthor hizo grandes esfuerzos para obtener los restos del Parásito.
En Justice League of America (vol. 2) # 2, se encuentra que Parásito está escondido en St. Roch, Louisiana, donde usa sus habilidades de absorción de poder para neutralizar temporalmente los poderes de los villanos por una tarifa para que puedan evadir detección durante el curso de los esfuerzos criminales.
En Action Comics Annual # 10, una foto de Parásito fue vista como parte del "Top 10 Most Wanted de Superman" que se parecía a la versión vista en Justice. Esta versión de Parásito apareció más tarde en Action Comics # 751 con el traje inspirado en Superman: la serie animada que Parásito usó alrededor del año 2000, y más tarde se lo ve como miembro de la nueva Liga de la Injusticia. Aún no se ha revelado si este parásito es el mismo que apareció en Justice League of America (vol. 2) # 2, pero Lex Luthor ha revelado que es un Rudy Jones resucitado en Superman: Last Son.
Se le puede ver como miembro de la Sociedad Secreta de Súper Villanos de Libra.
En la historia de New Krypton, donde 100.000 refugiados kryptionianos son liberados de la ciudad botella de Kandor, los kandorianos deciden encargarse de eliminar a los enemigos de Superman. Un grupo de kandorianos sacan al parásito de la prisión, matando a varios guardias de la prisión en el proceso y encarcelando al Parásito en la Zona Fantasma. Superman liberó a Parásito para que pudiera ser llevado a Belle Reve, pero Parásito escapó.

##### Superman: Origen Secreto
La miniserie de 2009-10 Superman: Secret Origin redefine el origen de Parásito. En esta versión, Rudy Jones es un conserje del Daily Planet. Un día, Lex Luthor elige a Rudy como parte de una "Lotería LexCorp" diaria en la que selecciona a una persona de la multitud formada fuera del edificio LexCorp para brindarles una nueva vida. Dentro de LexCorp, Rudy come una rosquilla que se derramó accidentalmente con un material tóxico púrpura (que se reveló en el número 5 que se produjo al extraer la radiación de la kryptonita). Esto lo transforma en el parásito, y posteriormente se convierte en un alboroto en Metrópolis hasta que es detenido por Superman. Fue visto por última vez en el número 5 en una celda de detención en la torre LexCorp, habiendo sido visto tanto por Lex como por el padre de Lois Lane, el general Sam Lane.

#### Alex y Alexandra Allston
Después de que el villano Ruina (que en secreto era el Profesor Hamilton) realizara algunos experimentos, debutaron dos nuevos Parásitos, uno morado y el otro verde. Los dos nuevos Parásitos eran adolescentes llamados Alex (el Parásito verde) y Alexandra (el parásito púrpura) que querían vengarse de las personas que les dificultaban la vida. Pronto fueron sometidos por Superman después de una batalla. Después de intentar escapar de una prisión metahumana, Alex fue asesinado por un OMAC mientras su hermana Alexandra escapó y se unió a la Sociedad Secreta de Súper Villanos bajo Alexander Luthor, Jr. (quien se hacía pasar por Lex Luthor). Más tarde es uno de los villanos enviados a recuperar la tarjeta Get Out of Hell Free de los Seis Secretos.

### The New 52
En The New 52, un reinicio del universo de DC Comics que comenzó en 2011, Joshua Michael Allen era un repartidor misantrópico que quedó atrapado en medio de una batalla entre Superman y un Parásito gigante. Allen espetó y atacó a la criatura, electrocutándola a ella y a sí mismo con un cable vivo. Mientras estaba en Star Labs para verificar su salud después del encuentro, sus pruebas lo transformaron en una criatura que constantemente siente hambre por la energía que obtiene de las personas, dejando sus esqueletos moldeados. Cansado de este tipo de vida, intentó suicidarse y fue rescatado por Superman, de quien Allen absorbió energía como nunca antes. Esto alivió el dolor y el hambre que experimentó, hasta que su energía se agotó. Allen fue encarcelado en Belle Reve.
Durante la historia de Maldad Eterna, Allen escapó y se unió a la versión del Sindicato del Crimen de América de la Sociedad Secreta de Supervillanos. Parásito es derrotado por una sobrecarga de energía.
Más tarde, Allen se vio obligado a ingresar en el Escuadrón Suicida.

## Poderes y habilidades
Todas las encarnaciones del parásito tienen la capacidad de absorber temporalmente la energía vital, los superpoderes y el conocimiento de sus víctimas a través del contacto físico, y también pueden drenar prácticamente cualquier otra forma de energía y usarla como fuente de energía.
En particular, a Rudy Jones se le otorga mayor fuerza, inteligencia, agilidad, durabilidad y reflejos al absorber la energía de otros seres. Cuando Jones agota a otros individuos con superpoderes, gana sus habilidades durante un período de tiempo limitado hasta que "se queda sin energía vital" y debe buscar una nueva presa de la que "alimentarse". Se muestra que tiene un mayor sentido de percepción que le permite detectar la fuerza vital y el poder dentro de otros seres. Si bien extraer la energía de los humanos comunes es casi instantáneo, lleva mucho más tiempo en el caso de seres inmensamente poderosos, lo que le da a la víctima más tiempo para reaccionar y liberarse del agarre de Parásito. Sin embargo, después de un encuentro con Visitante Extraño, los poderes de Parásito se mejoraron y le permitieron retener la energía que necesita durante más tiempo, además de otorgarle a Jones la capacidad de cambiar de forma; ahora puede transformarse físicamente en sus víctimas hasta su ADN, pudiendo acceder a sus recuerdos, obtener sus habilidades naturales e imitar sus voces. La mayor debilidad del parásito es que también absorbe las debilidades de sus víctimas y no puede contrarrestar tales susceptibilidades incluso cuando tiene otras habilidades que deberían hacerlo; cuando absorbió los poderes de Superman y Livewire, retuvo la vulnerabilidad de este último al agua a pesar de poseer la casi invulnerabilidad del primero. Parásito también mantiene las debilidades de Superman, como Kryptonita, incluso cuando Parásito, además, ya absorbió los poderes de las no kryptonianos.

## Otras versiones

### All-Star Superman
Una versión alternativa de Parásito apareció en el All-Star Superman # 5 de DC Comics como un antagonista en la subtrama principal. Pasa junto a Clark Kent, que está entrevistando a Lex Luthor, un prisionero en el corredor de la muerte en la prisión de 'Stryker's Island'. Clark se sorprende al ver al Parásito y la entidad se alimenta de la energía ambiental de Superman. Esto proporciona suficiente poder para que el parásito emprenda un alboroto asesino. La gran cantidad de energía hace que el parásito se convierta en poco más que un cuerpo y una boca. Clark usa subterfugios y su fuerza para finalmente derrotar a la criatura. Lex cree que sus intentos realmente ayudaron.

### Crossovers
Parásito fue uno de los personajes principales en el segundo cruce de Marvel / DC entre Spider-Man y Superman (Marvel Treasury Edition # 28). En esta historia, el Doctor Doom lo reclutó como un agente en el último plan de Doom para conquistar el mundo eliminando todas las fuentes de energía excepto su propio reactor de fusión. Doom afirmó que necesitaba que el Parásito funcionara como un guardaespaldas invencible, capturando al Increíble Hulk y Wonder Woman y dándole al Parásito un arnés que le permitiría retener sus poderes por períodos prolongados. Sin embargo, la verdadera intención de Doom era matar al parásito permitiéndole absorber tanto poder que sus células explotarían, haciendo que el Parásito, según los cálculos de Doom, se transformara en una masa cristalina que permitiría a Doom perfeccionar el reactor usando sus habilidades de manipulación-energía para controlar la potencia de salida del reactor. Este plan se frustró cuando el parásito absorbió brevemente los poderes de Spider-Man, lo que provocó que su sentido arácnido prestado lo alertara de la traición de Doom a tiempo para que se volviera contra Doom y destruyera el equipo que le habría permitido absorber los poderes de Superman. Wonder Woman y Hulk, aunque posteriormente fue derrotado por Superman usando un guante de Doom que impidió que el Parásito absorbiera su energía cuando fue atacado.

### JSA: The Liberty Files
En la segunda miniserie de JSA: The Liberty Files titulada JSA: The Unholy Three, Parásito es un exagente de la KGB que trabaja de forma independiente como asesino a sueldo.

### Justice
Justice presenta sin rostro a la versión pre-Crisis del Parásito como parte de la Legión del Mal. Si bien no se identifica por su nombre en la historia, se revela a través de los archivos de computadora de Batman. que esta versión del Parásito es Maxwell Jensen. Aparece por primera vez en el número cuatro como parte de un grupo de villanos enviados para matar a Superman (junto a Bizarro, Solomon Grundy y Metallo), agotando los poderes de Superman antes de que Metallo exponga a Superman a su corazón de kryptonita. El cuarteto pronto es derrotado por el Capitán Marvel, quien golpea el corazón de Metallo contra Parásito para derrotarlo. Lex Luthor se teletransporta al grupo casi inmediatamente después de que Marvel y Superman se van a la Batcave, literalmente regañando al grupo mientras devuelve a Metallo su corazón, diciéndole a Parásito que también tiene las debilidades de Superman y sus fortalezas. Más tarde se le ve dándole a Luthor una Supergirl inconsciente. Cuando la Liga de la Justicia ataca el Salón de la Muerte, Parásito inicialmente ataca a Aquaman usando algunos de los poderes de Supergirl, con la esperanza de tomar sus poderes y amenaza la vida de Mera, y posteriormente es apuñalado por Aquaman. Más tarde, Gold intenta aprisionarlo en su cuerpo, con la esperanza de convertir a Parásito en oro, pero se distrae después de que Platinum es atacado por Metallo. Después de escapar, toma los poderes de Black Adam y el corazón de Metallo para matar a Superman, pero aún no puede vencer al Hombre de Acero y es derrotado por el rayo de Black Adam que dice ¡Shazam!.

### Kingdom Come
En la línea de tiempo alternativa de DC Kingdom Come, Parásito está involucrado en la explosión que destruye Kansas. Esta encarnación de Parásito es la versión de Raymond Maxwell Jensen. Asediado por un grupo de metahumanos liderados por Magog, el parásito debilitado ataca desesperadamente al Capitán Átomo, desgarrando su capa exterior y provocando que la energía nuclear del Capitán estalle. La explosión resultante destruye todo dentro de un gran radio y aniquila a más de un millón de personas. Con la excepción de Magog y el enorme héroe Alloy, ninguno de los metahumanos involucrados en la batalla, incluido el Parásito, sobrevivió.

### Superman: Tierra Uno
Parásito es el antagonista principal en Superman: Earth One Volume Two, la secuela de Superman: Earth One. Esta encarnación de Parásito es la versión de Raymond Maxwell Jensen. Raymond Jensen era un criminal que haría cualquier cosa para conseguir lo que quería, incluido el asesinato. Su historia de fondo revela que ha sido sociópata desde la infancia y se deleita en matar a cualquier persona o cosa por placer. Después de un accidente en S.T.A.R. Labs, se convierte en un metahumano asesino en serie con la capacidad de absorber energía y fuerza vital a través del contacto físico y convertir esa energía en salud y poder para sí mismo. Esto aumenta su fuerza, durabilidad, masa muscular y le permite proyectar la energía como un arma. Al absorber la fuerza vital de Superman, obtiene sus poderes y deja al Hombre de Acero sin poder. Ray tiene una hermana llamada Theresa Jensen, que cree que su hermano es consultor de una firma de bienes raíces, desconociendo su condición de criminal asesino hasta su transformación.

### Superman: Family Adventures
En Superman Family Adventures de Art Baltazar, Otis de las películas de Richard Donner Superman se convirtió en el Parásito de este universo. Lex agarra una roca púrpura del espacio que Otis guarda en lugar de tirar, que se apodera de su cuerpo y le permite las habilidades de Parásito. En lugar de cometer actos malvados, Otis centra sus esfuerzos en vivir la vida de Superman y se autodenomina el "Superman Púrpura" antes de que Lois lo llame Parásito. Superman lo derrota poniendo guantes de cocina en sus manos mientras evita a Otis, lo que hace que Otis pierda los poderes de Superman y se canse.

### Superman: hijo rojo
En Superman: hijo rojo, una encarnación de Parásito es uno de los varios enemigos de Superman creados por el Dr. Lex Luthor.

### Injusticia: Dioses entre nosotros
La versión de Joshua Michael Allen (inspirada en la aparición de la versión de Rudy Jones) del Parásito aparece en el cómic precuela de Injustice: Dioses entre nosotros. En el quinto año, Parásito está luchando contra el Cyborg y Hal Jordan en Ciudad Costera hasta que Superman llega y lo lleva al sol, donde lanza a Parásito, aparentemente matándolo.

## En otros medios

### Televisión

#### Acción en vivo
- La versión de Rudy Jones del parásito aparece en Smallville, interpretada por Brendan Fletcher. En el episodio "Injustice", Parasite aparece con Livewire, Neutron y Plastique para formar un equipo de villanos fanáticos de los meteoritos contratados por Tess Mercer para buscar a Davis Bloome. Después de que Doomsday mata a Neutron y Mercer mata a Livewire, Plastique y Jones deciden volverse rebeldes. Después de tomar los poderes de Clark Kent, casi matan a Tess, hasta que Green Arrow aparece y debilita a Jones con Kryptonita. Parásito se ve obligado a devolver los poderes de Clark, y tanto el primero como Plastique regresan a la cárcel.[30]
- Aparecen diferentes versiones de Parásito en Supergirl:
  - La versión de Rudy Jones de Parásito aparece en la segunda temporada del programa, interpretada por William Mapother. En el episodio "Changing", el Dr. Rudy Jones es un científico ambiental que está infectado por un parásito alienígena Angon que permaneció inactivo en el cadáver de un lobo ártico. Cuando se enfrenta a Supergirl y Alex Danvers, Jones revela que ahora tiene la capacidad de drenar la vida de sus víctimas simplemente tocándolas. Finalmente, Jones se transforma en una gran criatura monstruosa de color púrpura cuando absorbe los poderes tanto de Supergirl como del Detective Marciano, después de lo cual se rebautiza a sí mismo como "Parásito". Parásito se vuelve loco después de derrotar a Mon-El and Guardian, solo para ser aparentemente aniquilado cuando Supergirl usa plutonio de una planta de energía nuclear para 'sobrecargarlo'. Parásito aparentemente es revivido en "Mr. and Mrs. Mxyztplk" y causa estragos en National City una vez más, aunque más tarde se revela que es una ilusión creada por Mister Mxyzptlk.
  - Raymond Jensen aparece en la cuarta temporada, interpretado por Anthony Konechny. En el episodio "American Alien", Raymond Jensen es un agente de la DEO que viene a despreciar a los extraterrestres por todos los estragos que han causado en National City. Más tarde, Jensen abandona la DEO y se une a los activistas anti-alienígenas Otis y Mercy Graves, quienes lo llevan a su benefactor, el Agente de la Libertad. Jensen se ofrece como voluntario para estar expuesto a un parásito alienígena Angon obtenido del DEO luego de la aparente muerte de Graves. En "Parasite Lost", Jensen se convierte en el nuevo Parásito y comienza a usar sus nuevas habilidades de absorción de energía para matar extraterrestres. Pronto se dirige al medallón de un extraterrestre llamado Amandei para mantener vivo al parásito alienígena Angon en él y mantener las habilidades extraterrestres, aunque finalmente es detenido por el DEO.
- Un personaje basado en Alexandra Allston llamada Ally Allston aparece en la segunda temporada de Superman & Lois, interpretada por Rya Kihlstedt como adulta y por Amber Taylor como niña. Esta versión es una líder de culto detrás de Inverse Society/Method y está conectada a Mundo Bizarro, que se había hecho cargo con la ayuda de su contraparte Bizarro (también interpretada por Kihlstedt), y como resultado se convirtió en enemiga de Bizarro. Más tarde se fusiona con su contraparte Bizarro, ganando vuelo y la capacidad de drenar energía, antes de partir para fusionar la Tierra con Mundo Bizarro, solo para ser detenida por Superman.

#### Animación
- Parásito apareció por primera vez en dibujos animados —y, de hecho, en cine o televisión en cualquier forma— en "The Pernicious Parasite", un episodio de la caricatura de Filmation de los años 60, Las nuevas aventuras de Superman, que fue escrito por Oscar Bensol. Sin embargo, a pesar de tener el mismo nombre y poderes, su apariencia tiene poco en común con la versión del cómic. Aquí, el parásito es un ladrón llamado IC Harris, que se especializa en el robo de materiales radiactivos, y se lo retrata como un hombre calvo con bigote y sin piel morada. En el episodio, Superman engaña a sabiendas a este parásito para que absorba tanta energía que explota.
- La versión de Raymond Jensen de Parásito aparece en la serie animada Young Justice, con la voz de Adam Baldwin.[31] Esta iteración parece estar basada en Raymond Jensen, el Parásito de la Edad de Plata, dado que toma el alias de "Ray the Roustabout" para infiltrarse en el Circo. En el episodio "Performance", se infiltra en el Circo de Jack Haley, durante su gira por Europa, para robar tecnología utilizando las habilidades de los miembros del Circo de Haley. Después de robar las habilidades de Miss Martian, Superboy lo descubre cambiado de forma a un payaso, lo que resulta en la tapadera del Parásito. El Parásito es arrestado por el Rey Faraday, que coloca un collar inhibidor en el Parásito.
- La versión de Rudy Jones de Parásito aparece en Justice League Action, con la voz de Max Mittelman.[31] Esta versión hace brotar tentáculos de su torso para absorber los poderes de cualquiera. Aparece por primera vez en "Power Outage" cuando Superman es convocado a la isla de Stryker, donde el director de la prisión anónimo le dice a Superman que Parásito está construyendo su energía absorbiendo la energía de las cucarachas. Superman pudo derrotar a Parásito con la ayuda de Wonder Woman.
- Parásito aparece en Harley Quinn. Aparece en "L.O.D.R.S.V.P." como miembro de la Legión del Mal.
- Una encarnación original de Parásito aparece en Mis aventuras con Superman. Esta versión es una armadura cibernética llamada Parasite 1.0, que fue creada y usada por el Dr. Anthony Ivo (con la voz de Jake Green) y es capaz de crecer y tener una apariencia más monstruosa a medida que absorbe energía.[32]

#### Universo animado de DC
Rudy Jones / Parásito aparece en el Universo animado de DC.
- El personaje hizo su debut animado en Superman: la serie animada, con la voz de Brion James.[31] En el episodio "Feeding Time", Rudy Jones es un conserje en S.T.A.R. Labs que ayuda a vallar a Martin Lebeau a robar barriles de químicos violetas de la instalación. Los barriles finalmente derraman su contenido sobre Rudy y lo transforman en el Parásito, que casi mata a Lebeau con sus nuevas habilidades de drenaje de energía hasta que interviene Superman.
- Parásito aparece en Liga de la Justicia, ahora con la voz de Brian George (debido al fallecimiento de Brion James).[31] En el episodio "Sociedad Secreta", Gorilla Grodd lo recluta en su Sociedad Secreta (junto con Giganta, Killer Frost, Shade, Sinestro y Clayface) para derrotar a la Liga de la Justicia. Durante la batalla final, Parásito es derrotado por Wonder Woman.
- Parásito hace apariciones sin voz en Liga de la Justicia Ilimitada. En el episodio "Choque", derrota y absorbe los poderes de Elongated Man y Metamorfo, y se involucra brevemente con Batman antes de ser detenido por el Capitán Marvel. Más tarde es visto como miembro de la nueva Sociedad Secreta de Gorilla Grodd. En "Alive", Parásito se pone del lado de Grodd durante el motín contra Lex Luthor. Es visto por última vez siendo congelado por Killer Frost.
  - El episodio de la era de Batman del futuro, "Epilogue" presenta una versión diferente de Parásito, con la voz de Marc Worden.[31] Se desconoce si este Parásito tiene alguna forma de conexión con Rudy Jones. Es visto como miembro del Iniquity Collective, un enemigo de Liga de la Justicia Ilimitada. Parásito es noqueado por Warhawk.

### Película
- La versión de Rudy Jones de Parásito hace un cameo en la película animada del Universo DC Superman/Batman: Enemigos Públicos. Se le ve luchando contra Superman y Batman junto con muchos otros villanos, tratando de reclamar la recompensa de mil millones de dólares de Lex Luthor por el Hombre de Acero.
- Aparece una versión de Parásito en All-Star Superman, con la voz de Michael Gough.[31] En esta versión, poseía una visión de tipo térmico que le ayudó a identificar fuentes de energía. Parásito aparece como un prisionero en el corredor de la muerte en la prisión de Stryker's Island, donde Clark Kent está entrevistando a Lex Luthor. Debido a las células de Superman abrumadas con una gran cantidad de radiación solar amarilla, Parásito pudo absorber su energía sin tocarlo. Esto proporciona suficiente poder para que el Parásito emprenda un alboroto asesino. Clark usa el subterfugio y su fuerza para finalmente derrotar a la criatura arrojándole escombros.
- La versión de Rudy Jones de Parásito aparece en DC Super Hero Girls: Héroe del Año, con la voz de Tom Kenny.
- La versión de Rudy Jones de Parásito aparece en Superman: Man of Tomorrow. Aquí, Rudy Jones es representado como un ex marine estadounidense condecorado y un veterano de la Guerra de Afganistán, así como un hombre de familia amoroso. Rudy trabaja como conserje en S.T.A.R. Labs y, durante el lanzamiento del cohete, habla de los experimentos que se llevan a cabo allí con Clark Kent, que incluyen armas biológicas y lo que parecen ser los preparativos para una invasión alienígena. Sin embargo, se niega a dejar constancia de ello y señala que no quiere arriesgar la situación económica de su familia, ya que su esposa está embarazada. Durante la batalla de Superman con Lobo en S.T.A.R. Labs, Rudy permanece adentro para evacuar a los empleados, solo para ser atrapado debajo de algunos escombros cerca de un arma biológica diseñada para absorber la energía de cualquier cosa que toque; la pelea hace que los botes que lo contienen estallen, y el arma se fuerza por su garganta, transformándolo en un vampiro de energía en descomposición. Lo llevan rápidamente a la cirugía, solo para despertar y drenar la energía de sus cirujanos, dejándolos como cáscaras, y escapa, asaltando una farmacia en busca de analgésicos y agotando la energía de los clientes y empleados. Parásito luego irrumpe en S.T.A.R. Labs para ir tras Lobo, en un vano intento de curarse a sí mismo; absorbe la energía de la celda electrificada de Lobo, transformándose en un monstruo grande, púrpura y con púas. Parásito hace un alboroto, drenando energía de todo lo que puede encontrar, y lucha contra Superman y Detective Marciano; él drena la energía de ambos y aparentemente mata a Detective Marciano (quien en realidad fingió su muerte), antes de escapar. Parásito se cuela en la casa de su familia y ve a su hija, que huye asustada de él, y él se va, abatido. Superman, Lobo y Lex Luthor luego lo atraen usando una planta de energía, y Parásito, ahora en un tamaño masivo y una bestia casi sin sentido, ataca. Lobo intenta matar a Parásito con una bomba suicida, pero Parásito sobrevive y comienza a dirigirse hacia un puente lleno de gente que intenta salir de Metrópolis. Superman apela a lo bueno que hay dentro de él y lo convence; cuando la planta de energía comienza a sobrecargarse, Parásito drena la energía de ella para contener la explosión. Hacer esto mata a Parásito, que se convierte en polvo.

### Videojuegos
- La versión de Rudy Jones de Parásito aparece como un jefe en Superman: Shadow of Apokolips, con Brian George retomando su papel.
- Parásito aparece como un jefe en Superman 64.
- Parásito apareció en el arte conceptual de las versiones de consola y como jefe principal en la versión para Nintendo DS de Superman Returns
- La versión de Rudy Jones de Parásito aparece en DC Universe Online, con la voz de Robert Faires.[31] En la campaña de villanos, los clones de Parásito se desataron en la Universidad de Metrópolis y los jugadores tuvieron que luchar contra la Policía Científica para evitar que fueran liberados. Luego, Lex Luthor informa a los villanos que Parásito tiene a Power Girl atrincherada en la biblioteca de la Universidad de Metrópolis. Lex declaró que solicitó la ayuda de Parásito para recolectar el ADN de Power Girl a cambio de que Parásito tiene una comida a base de Krypton. Para ayudar a Parásito a llegar a Power Girl, los jugadores tuvieron que usar el mutágeno que Lex Luthor desarrolló en algunos estudiantes universitarios meta-potenciados transformándolos en sanguijuelas parecidas a Parásito. Parásito usa las sanguijuelas para desactivar los campos de fuerza. Una vez que los campos de fuerza están desactivados, los jugadores tuvieron que infectar a más estudiantes universitarios para ayudar a Parásito a derrotar a Power Girl.
- La versión de Rudy Jones de Parásito hace un cameo en Injustice: Dioses entre nosotros. Él está en el fondo de la isla de Stryker.
- La versión de Rudy Jones de Parásito aparece como un personaje jugable en Lego Batman 3: Beyond Gotham, con la voz de Travis Willingham.
- Parásito aparece como un personaje jugable en Lego DC Super-Villains, con la voz de Eric Bauza.

### Serie web
- La versión de Rudy Jones de Parásito aparece en la serie web DC Super Hero Girls.